# Rally Rías Baixas de 2006
El Rally Rías Baixas de 2006, oficialmente 42.º Rallye Rías Baixas Redcom, fue la cuadragésimosegunda edición y la cuarta cita de la temporada 2006 del Campeonato de España de Rally. Fue también puntuable para el Deasfío Peugeot. Se celebró del 2 al 3 de junio y contó con un itinerario de nueve tramos que sumaban un total de 167 km cronometrados.

## Itinerario
| Día   | Tramo | Nombre     | Distancia |
| ----- | ----- | ---------- | --------- |
| Día 1 | TC1   | As Neves   | 14.35 km  |
| Día 1 | TC2   | La Hermida | 18.95 km  |
| Día 1 | TC3   | Maceira    | 16.72 km  |
| Día 1 | TC4   | As Neves   | 14.35 km  |
| Día 1 | TC5   | La Hermida | 18.95 km  |
| Día 1 | TC6   | Mondariz   | 24.05 km  |
| Día 1 | TC7   | Ponteareas | 18.23 km  |
| Día 1 | TC8   | Mondariz   | 24.05 km  |
| Día 1 | TC9   | Ponteareas | 18.23 km  |

## Clasificación final

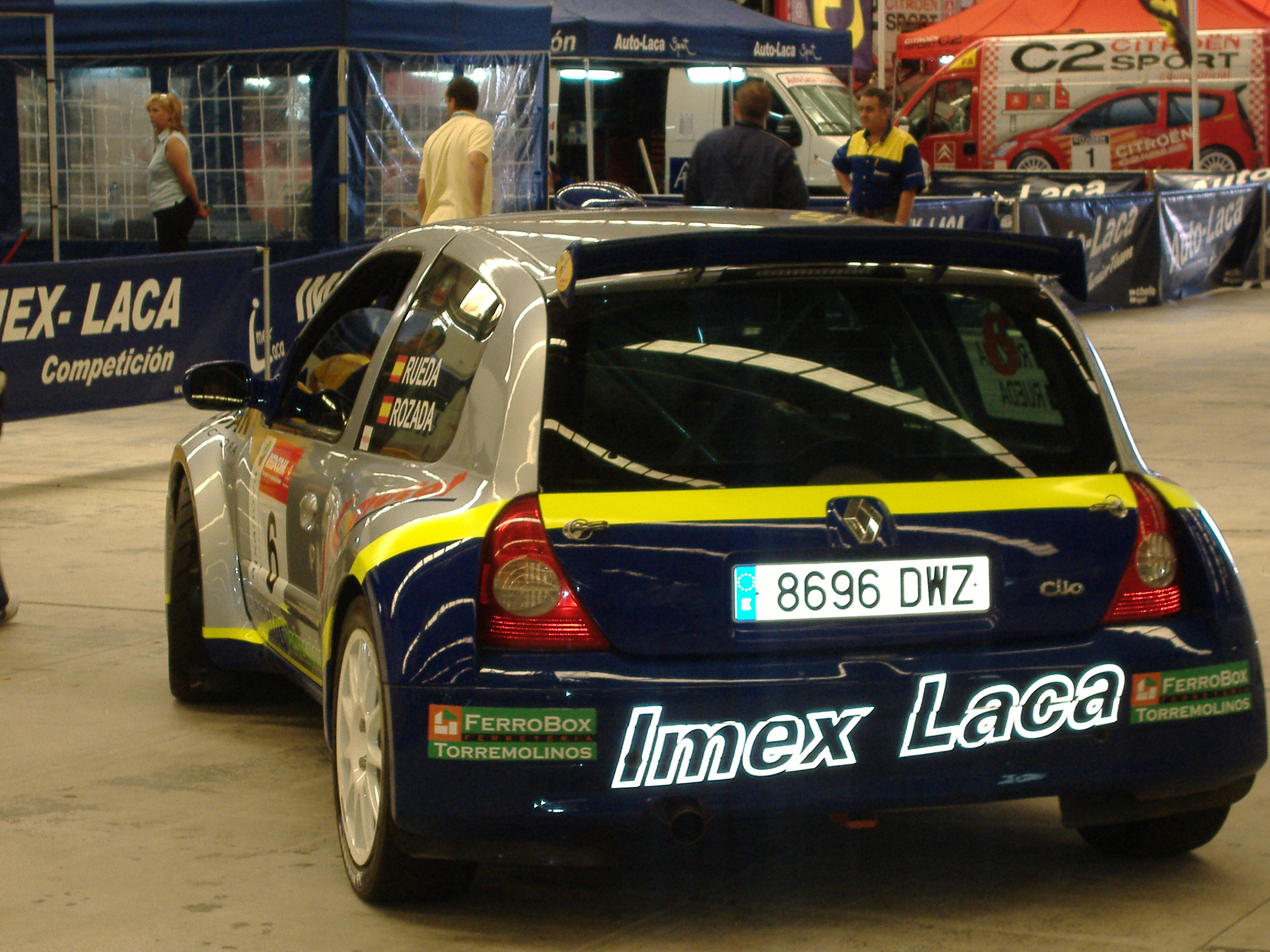
Manuel Rueda consiguió en el Rías Baixas el único podio de la temporada.

| Pos. | Piloto              | Copiloto            | Automóvil                     | Tiempo    | Diferencia |
| ---- | ------------------- | ------------------- | ----------------------------- | --------- | ---------- |
| 1.   | Miguel Ángel Fuster | José Vicente Medina | Renault Clio S1600            | 1:45:05.6 | 0.0        |
| 2.   | Manuel Rueda        | Borja Rozada        | Renault Clio S1600            | 1:45:10.9 | +5.3       |
| 3.   | Dani Solà           | Xavier Amigò        | Citroën C2 S1600              | 1:45:35.1 | +29.5      |
| 4.   | Sergio Vallejo      | Diego Vallejo       | Renault Clio S1600            | 1:45:42.1 | +36.5      |
| 5.   | «Rantur»            | Álex Cid            | Mitsubishi Lancer Evo IX      | 1:47:35.2 | +2:29.6    |
| 6.   | Luis Carballido     | Mario González      | Citroën C2 S1600              | 1:48:29.1 | +3:23.5    |
| 7.   | Alberto Meira       | Álvaro Bañobre      | Mitsubishi Lancer Evo VIII MR | 1:49:34.9 | +4:29.3    |
| 8.   | Santi Concepción    | Nazer Ghuneim       | Mitsubishi Lancer Evo IX      | 1:51:49.5 | +6:43.9    |
| 9.   | Josep Basols        | Álex Haro           | Peugeot 206 XS                | 1:52:44.6 | +7:39.0    |
| 10.  | Eloy Entrecanales   | Borja Odriozola     | Peugeot 206 XS                | 1:52:57.7 | +7:52.1    |